# Kalanchoe pubescens
Kalanchoe pubescens är en fetbladsväxtart som beskrevs av John Gilbert Baker. Kalanchoe pubescens ingår i släktet Kalanchoe och familjen fetbladsväxter. Inga underarter finns listade i Catalogue of Life.